# レオン・ヘンキン

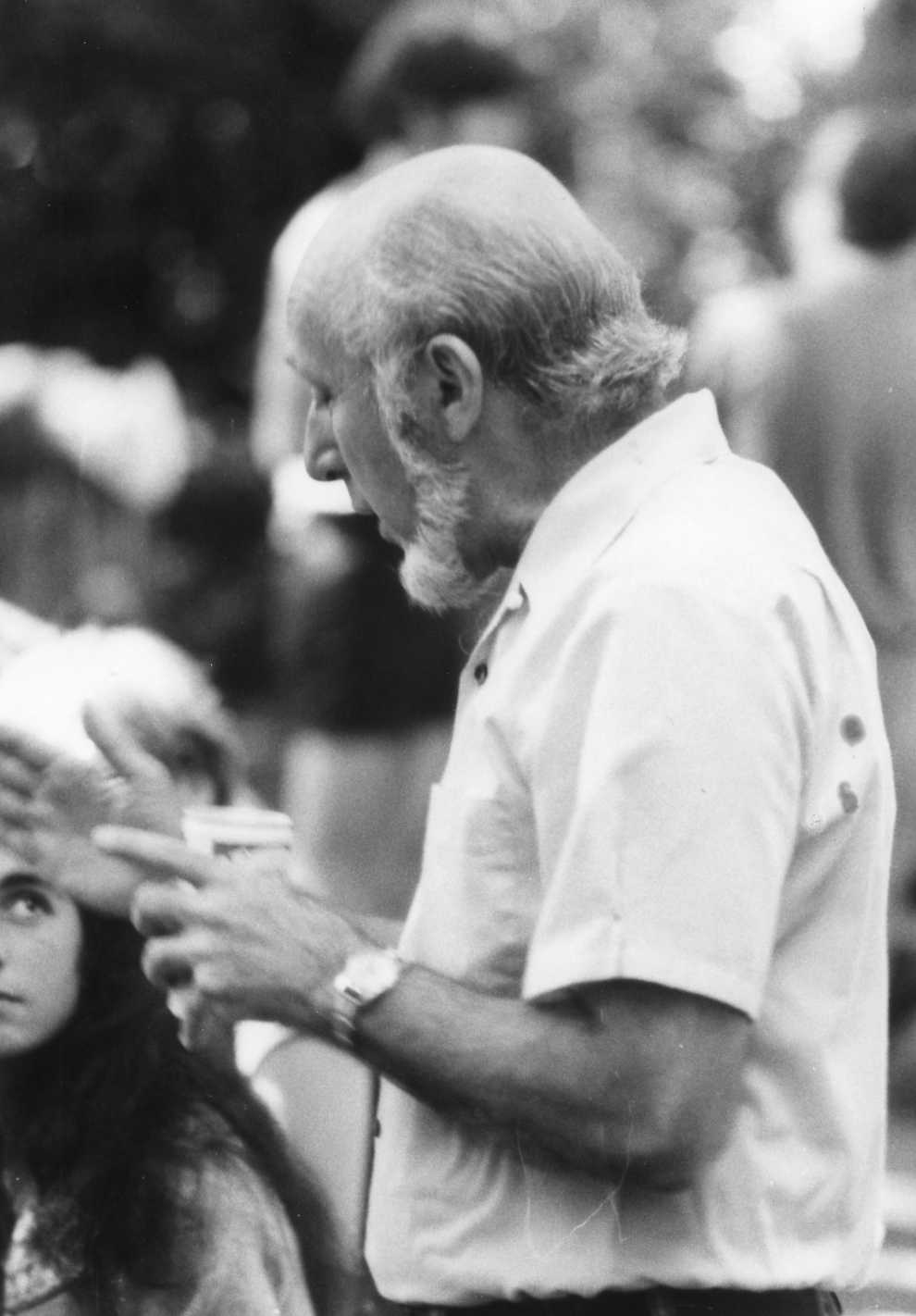
レオン・ヘンキン

レオン・ヘンキン（Leon Henkin、1921年4月19日 – 2006年11月1日）はアメリカ合衆国の数学者、論理学者。カリフォルニア大学バークレー校数学科教授。「ヘンキン版一階述語論理の意味論的完全性の証明」で知られる。

## 完全性の証明
ゲーデルが1929年に初めて述語論理の完全性を証明したが（→ゲーデルの完全性定理）、ヘンキンは1949年にもっと簡潔な方法を発表した。この方法は初等クラスや入門書ではスタンダードな方法になっている。ヘンキンはもともとチャーチの高階述語論理の完全性を証明したが、同じ方法が述語論理にも応用できることに気づいた。

## 生涯
ヘンキンはブルックリンでユダヤ系ロシア移民の家庭に生まれた。哲学と数学の学士号と修士号をコロンビア大学で取得。プリンストン大学のアロンゾ・チャーチのもとで博士号を取り、カリフォルニア大学バークレー校にポストを得た。タルスキと共同で仕事をしたこともある。